# Archivio di Stato di Perugia
L'Archivio di Stato di Perugia è l'Archivio di Stato competente per la Provincia di Perugia.
La consistenza del materiale archivistico conservato presso l'istituto consta di circa 39.000 pezzi pergamanacei e di circa 83.000 unità di altro genere, quali archivi di corporazioni religiose, archivi dei Comuni, registri parrocchiali, atti relativi a procedimenti giudiziari, l'archivio della Delegazione apostolica, archivi di organi periferici dello Stato italiano, catasti, archivi di notai, archivi privati, archivi di famiglia, archivi di enti pubblici soppressi, archivi di persone, nonché libri di ricordi e memoriali.
L'archivio vanta anche una biblioteca con circa 30.000 pezzi tra volumi, opuscoli, incunaboli (2), cinquecentine (762), testate di periodici (500 di cui circa 50 ancora correnti).
Dispone di una rete di quattro sezioni: la Sezione di Archivio di Stato di Assisi, la 
di Foligno, la di Gubbio e la di Spoleto.

## Sede
L'Archivio è ospitato dal 1947 in una vasta ala del complesso monumentale del convento di San Domenico, nel quartiere di Borgo XX Giugno o “Borgo Bello”. 
La sede originaria in realtà fu l'ex convento delle Cappuccinelle in Porta Santa Susanna, ove confluirono i fondi archivistici già concentrati, per iniziativa comunale, in alcuni locali della primitiva sede dell'ospedale Santa Maria della Misericordia di Perugia in via Oberdan. La scelta dell'attuale sede si ebbe a seguito alla Seconda guerra mondiale, in conseguenza altresì alla legge 22 dicembre 1939 n. 2006 che disponeva la costituzione di archivi di Stato in tutte le province italiane
.
Tra il 1474 ed il 1480 il Maestro generale dell'Ordine domenicano, il teologo padre Leonardo Mansueti applicò un progetto di ampliamento del convento di San Domenico di Perugia, realizzando nuovi dormitori, una grande sala (oggi sala conferenze dell'Archivio di Stato) ed il grande chiostro. E proprio gli spazi tra questo chiostro ed il precedente sono stati destinati ad accogliere i locali dell'Archivio di Stato. A seguito dei lavori di restauro e recupero conseguenti al terremoto di Umbria e Marche del 1997 e ad altri importanti lavori di consolidamento, vennero realizzati il pavimento in cotto del salone della biblioteca (che richiama nella sua forma la biblioteca del convento domenicano della basilica di San Marco di Firenze e la biblioteca Malatestiana di Cesena), nuovi allestimenti con scaffalature compatte, la nuova sala di studio (intitolata di recente a Roberto Abbondanza) e la nuova sala di consultazione della biblioteca dell'istituto. Furono inoltre recuperati i sotterranei dell'edificio ed allestiti ad area espositiva. Nel 2007 sono poi stati acquisiti nuovi locali da destinarsi a depositi archivistici
.